# Niszczyciele typu Mutsuki
Niszczyciele typu Mutsuki – typ dwunastu japońskich niszczycieli, zbudowanych w okresie międzywojennym dla Japońskiej Cesarskiej Marynarki Wojennej.

## Okręty
- „Mutsuki”
- „Kisaragi”
- „Yayoi”
- „Uzuki”
- „Satsuki”
- „Minazuki”
- „Fumuzuki”
- „Nagatsuki”
- „Kikuzuki”
- „Mikazuki”
- „Mochizuki”
- „Yūzuki”